# Sotto la terra martoriata
Sotto la terra martoriata (Six Days) è un film muto del 1923 diretto da Charles Brabin.

## Produzione
Il film fu prodotto dalla Goldwyn Pictures Corporation.

## Distribuzione
Distribuito dalla Goldwyn-Cosmopolitan Distributing Corporation, il film uscì nelle sale cinematografiche degli Stati Uniti il 9 settembre 1923. In Italia non arrivò prima del 1929.